# Bagno penale a Portoferraio
Il Bagno Penale a Portoferraio è un quadro del pittore Telemaco Signorini. Dipinto tra il 1893 e il 1894, è una delle opere più celebri del pittore, ma anche una delle più scandalose e criticate.
Signorini dipinse una tavoletta intitolata il carcere di Portoferraio. Sei anni dopo, la rielaborò in dimensioni maggiori.

## Descrizione
Il quadro rappresenta la violenta condizione dei detenuti del Bagno penale di Portoferraio. I prigionieri, disposti in due file parallele, indossano le classiche divise, formate da un’ampia casacca e un paio di pantaloni a righe, e hanno i polsi incatenati da una pesante catena. Alcuni hanno un'espressione abbattuta e stanca, altri quasi incuriositi dai due funzionari che avanzano nel corridoio, scortati da agenti. L'ambiente è spoglio e le pareti sono prive di intonaco. La finestra emana una luce bianca, ostile, fredda. Lo sfondo sfocato, in contrasto con i contorni marcati dei carcerati, trasmette inquietudine e tensione.
Qui Signorini si allontanò dal tema dei paesaggi e si avvicinò a una pittura più psicologica rivolta al ruolo dell'uomo all'interno della società come si osserva qui, nel quadro La toilette del mattino e nel quadro La sala delle agitate nell'ospizio di San Bonifacio.

## Curiosità
Il primo carcerato a destra è Carmine Crocco, un brigante tra i più noti del periodo risorgimentale. Condannato a morte, la pena gli fu commutata in ergastolo nel carcere di Portoferraio, ove morì il 18 giugno 1905.

## I tre inferni
Il bagno penale a Portoferraio, insieme a La sala delle agitate nell'ospizio di San Bonifacio e a La toilette del mattino, costituisce un trittico naturalista-umanitario dedicato ai tre "inferni" della società: le carceri, i manicomi e i bordelli.